# Marcel Pérès
Marcel Pérès (Orano, 15 luglio 1956) è un organista e cantante francese, nonché musicologo e direttore dell'Ensemble Organum specializzato nell'esecuzione di musica medioevale.

## Biografia
Nasce a Orano, in Algeria, da una famiglia di ascendenza spagnola. La sua formazione musicale ha luogo nel Conservatorio di Nizza, dove studia organo e composizione musicale e prosegue in Inghilterra presso la Royal School of Church Music.
Si trasferisce quindi in Canada presso il centro di studi musicali Studio de Musique Ancienne de Montréal. Nel 1979 ritorna in Europa dove si specializza in musica medioevale presso la École Pratique des Hautes Études di Parigi sotto la direzione di Michel Huglo.
Nel 1982 fonda il gruppo musicale Ensemble Organum, con lo scopo di esplorare e presentare al pubblico la parte meno conosciuta della musica medioevale. Nel 1984 fonda, presso l'Abbazia di Royamount l'ARIMM (Atelier pour la Recherche sur l'Interprétation des Musiques Médiévales), in seno alla fondazione Royaumont; il centro nel 1994 diverrà CERIMM (Centre Européen pour la Recherche sur l'Interprétation des Musiques Médiévales) e lo dirigerà fino al 1999.
Nel 2001 trasferisce l'Ensemble Organum presso l'Abbazia di Moissac, dove crea il nuovo centro CIRMA (Centre Itinérant de Recherche sur les Musiques Anciennes), destinato alla ricerca, insegnamento e diffusione della musica antica.
In occasione della celebrazione in Francia nel 1999 dell'Anno del Marocco, l'ambasciata di Francia in Marocco e il direttore dell'Anno del Marocco, gli affidano l'incarico di sviluppare l'interscambio culturale con i musicisti marocchini.

## Premi
- 1990 - Premio Leonardo da Vinci della Segretería delle relazioni culturali internazionali d'Italia.
- 1996 - Chevalier de l'Ordre des Arts et des Lettres dal Governo Francese.